# Шкабардня Михайло Сергійович
Михайло Сергійович Шкабардня (18 липня 1930, станиця Тифліська, тепер станиця Тбіліська Краснодарського краю, Російська Федерація — 28 січня 2025) — радянський державний діяч, міністр приладобудування, засобів автоматизації і систем управління СРСР, керуючий справами Ради Міністрів СРСР. Кандидат у члени ЦК КПРС у 1981—1986 роках. Член ЦК КПРС у 1986—1990 роках. Депутат Верховної Ради СРСР 10—11-го скликань. Герой Соціалістичної Праці (30.12.1990). Доктор технічних наук (1980), професор (1986).

## Життєпис
Народився в селянській родині кубанських козаків. З серпня 1942 по лютий 1943 року проживав на окупованій німецькими військами території.
У 1949—1954 роках — студент Новочеркаського політехнічного інституту, інженер-електрик.
У 1954—1968 роках — інженер, начальник технологічного бюро цеху, начальник технологічної лабораторії, начальник електровимірювальної лабораторії, заступник начальника цеху, начальник спеціалізованого конструкторського бюро, головний інженер Краснодарського заводу електровимірювальних приладів.
Член КПРС з 1960 року.
У 1968—1971 роках — головний інженер — заступник начальника Головного управління із виробництва приладів і засобів телемеханіки Міністерства приладобудування СРСР.
У 1971—1974 роках — головний інженер — заступник начальника, начальник Всесоюзного державного промислового госпрозрахункового об'єднання із виробництва приладів «Союзелектроприлад».
У 1974—1976 роках — начальник технічного управління, у 1976—1979 роках — начальник науково-технічного управління Міністерства приладобудування, засобів автоматизації і систем управління СРСР.
У 1979 — 10 вересня 1980 року — заступник міністра приладобудування, засобів автоматизації і систем управління СРСР.
10 вересня 1980 — 27 червня 1989 року — міністр приладобудування, засобів автоматизації і систем управління СРСР.
Одночасно у 1982—1988 роках — завідувач кафедри автоматизованих систем управління тепловими процесами Московського енергетичного інституту.
17 липня 1989 — 1 лютого 1991 року — керуючий справами Ради Міністрів СРСР.
Указом Президента СРСР від 30 грудня 1990 року за великі заслуги в створенні і проведенні випробувань багаторазової ракетно-космічної системи «Енергія—Буран» Шкабардні Михайлу Сергійовичу, колишньому міністру приладобудування, засобів автоматизації і систем управління СРСР, нині керуючому справами Ради Міністрів СРСР, присвоєно звання Героя Соціалістичної Праці з врученням ордена Леніна і золотої медалі «Серп і Молот».
З лютого 1991 року — персональний пенсіонер у місті Москві. Головний науковий співробітник Інституту проблем управління імені Трапезникова Російської академії наук. Член Консультативної ради Міністерства промисловості і торгівлі Російської Федерації.

## Нагороди і звання
- Герой Соціалістичної Праці (30.12.1990)
- два ордени Леніна (10.06.1986, 30.12.1990)
- орден Жовтневої Революції (31.03.1981)
- орден Трудового Червоного Прапора (25.08.1971)
- орден «За заслуги перед Вітчизною» IV ст. (Російська Федерація) (28.06.2001)
- орден Пошани (Російська Федерація) (29.01.2016)
- медалі
- Почесна грамота Кабінету Міністрів Російської Федерації (18.07.2005)
- Державна премія СРСР (1976)
- заслужений машинобудівник Російської РФСР